# Wandelnde Geige
Die Wandelnde Geige (Gongylus gongylodes) zählt zu den Fangschrecken (Mantodea) und sieht wie ein zerfressenes, dürres Blatt aus.

## Beschreibung
Ihren deutschen Namen verdankt diese Art ihrem Äußeren, das von oben betrachtet entfernt an den Korpus einer Geige erinnert. Das Hinterteil ist breit und flach. Der vordere Teil des Thorax ist extrem dünn und lang und wirkt wie ein stielartiger Hals, der sich kurz vor dem Kopf zu einer Diamantform verdichtet, an der die Fangbeine ansetzen. Ihre Körperfarbe ist beige, braun bis hin zu schwarz. Männchen erreichen eine Größe von 7–8 cm, Weibchen werden mit 8–9 cm gewöhnlich etwas größer. Die Weibchen haben fadenförmige Fühler, während die der Männchen gefiedert sind.
Alle sechs Beine haben blattähnliche Auswüchse. Die Vorderbeine der Wandelnden Geige sind zu stark bedornten Fangbeinen umfunktioniert. Die Hüftglieder sind stark verlängert und einfach geformt. Die Fangschere selbst besteht aus Oberschenkel (Femur) und Schiene (Tibia). Der Oberschenkel ist länger als das Hüftglied und trägt an der Außenseite sieben, an der Innenseite der Schere bis zu dreißig Dornen, wobei sich immer eine lange mit drei kurzen aneinanderreiht. Damit zählt sie zu den beiden Mantodeaarten mit den meisten Dornen am Schenkel.

## Verbreitung
Die Art kommt in Süd- und Südostasien vor, hauptsächlich in Sri Lanka, Südindien, Java und Thailand. Dort leben sie in primären und sekundären tropischen Regenwäldern auf Büschen und Sträuchern.
Die wandelnde Geige selbst gilt nicht als bedroht, jedoch ist ihr Lebensraum durch menschliche Übervölkerung in Gefahr.

## Lebensweise

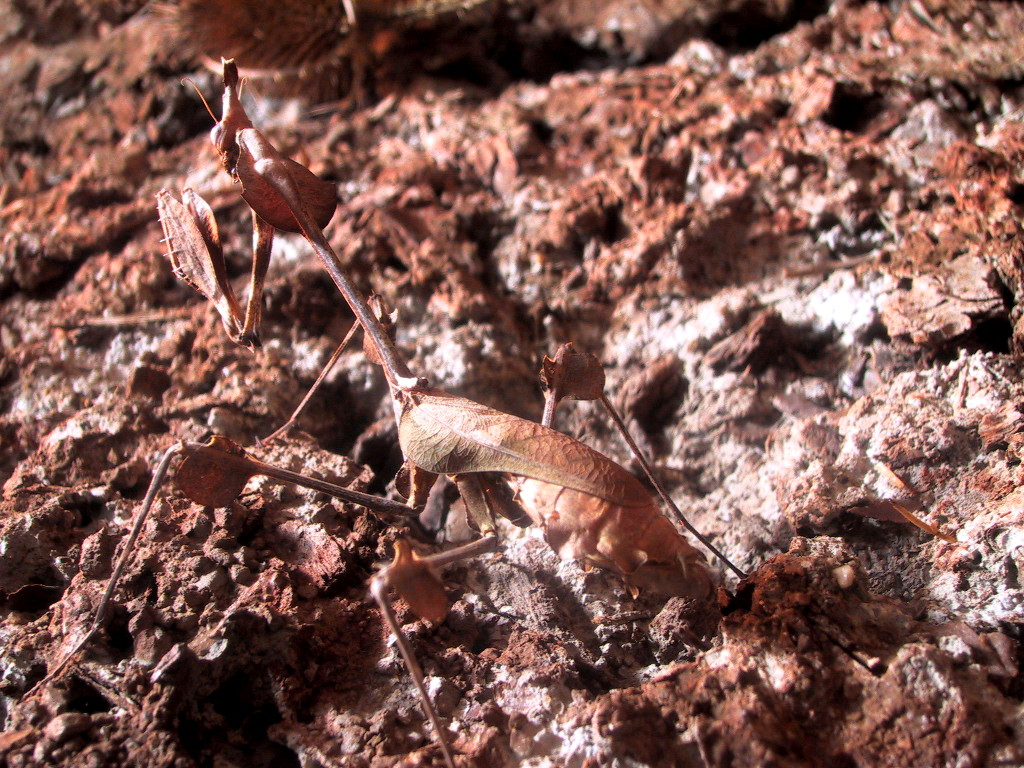
Weibliche Wandelnde Geige

Wandelnde Geigen sind untereinander sehr verträglich. Sie hängen unbeweglich mit dem Kopf nach unten an Zweigwerk und sind dabei durch ihre blattartige Erscheinung bestens getarnt. Sie jagen Fluginsekten, indem sie ahnungslos vorbeifliegende Beutetiere mit ihren Fangbeinen ergreifen.
Ihre Eier legen sie in Paketen (Ootheken) zu je 30–40 Stück an der Unterseite dicker Äste ab. Daraus schlüpfen nach vier bis fünf Wochen 15–35 Nymphen. Weibliche Wandelnde Geigen sind nach sechs Häutungen innerhalb von drei bis fünf Monaten adult und werden acht bis zwölf Monate alt. Männliche Tiere sind schon nach fünf Häutungen adult und erreichen daher einen Lebenszyklus von nur drei bis fünf Monaten.

## Wandelnde Geige und Mensch
Die Wandelnde Geige ist nicht als Schädling oder Nützling bekannt. Gelegentlich wird die Art als Liebhabertier im Terrarium gehalten. Sie benötigt dabei wie alle Fangschrecken viel Licht und Wärme.